# Parascorodite
La parascorodite è un minerale.

## Etimologia
Il nome deriva dal greco παρά, parà, che significa nei pressi, vicino, ad indicarne le somiglianze con la scorodite, con la quale è dimorfica.